# Sankt Mikaels slott
Sankt Mikaels slott (ryska: Миха́йловский за́мок, Mikhailovsky zamok) är ett palats i Ryssland, som är känt som ett före detta kejserligt residens. Det ligger i centrala Sankt Petersburg. Palatset uppfördes av Paul I av Ryssland 1797-1801 och var tänkt att bli det nya tsarpalatset, men Paul I hann knappt flytta in förrän han blev mördad. Byggnaden blev 1823 lokal för det ingenjörstekniska militäruniversitetet. 